# Mitropolia Ortodoxă Română a celor Două Americi
Arhiepiscopia Ortodoxă Română din cele două Americi (engleză The Romanian Orthodox Metropolia of the Americas) este o eparhie autonomă a Bisericii Ortodoxe Române, ce are jurisdicție asupra comunităților ortodoxe românești din continentul american. Are sediul în Chicago, din statul Illinois (SUA), și este condusă de arhiepiscopul Nicolae Condrea.
28 octombrie 2016 – Sfântul Sinod al Bisericii Ortodoxe Române a aprobat hotărârea Congresului Arhiepiscopiei celor două Americi de înființare a unei noi Episcopii în Canada și a Mitropoliei Ortodoxe Române a celor două Americi. De la acea dată, B.O.R. are în componență două eparhii: Arhiepiscopia Ortodoxă Română a Statelor Unite ale Americii și Episcopia Ortodoxă Română a Canadei .

## Episcopi
- Policarp Morușca (24 martie 1935 - 1949);
- Andrei Moldovan (12 noiembrie 1950 - 14 martie 1963);
- Teoctist Arăpașu (1963-1966), fără să primească viza de intrare în SUA;
- Victorin Ursache (7 august 1966 - 16 iulie 2001);
- Iosif Pop (5 iulie 2001 — 9 martie 2002), locum tenens;
- Nicolae Condrea (din 14 iulie 2002).